# マラウイにおけるHIV/AIDS

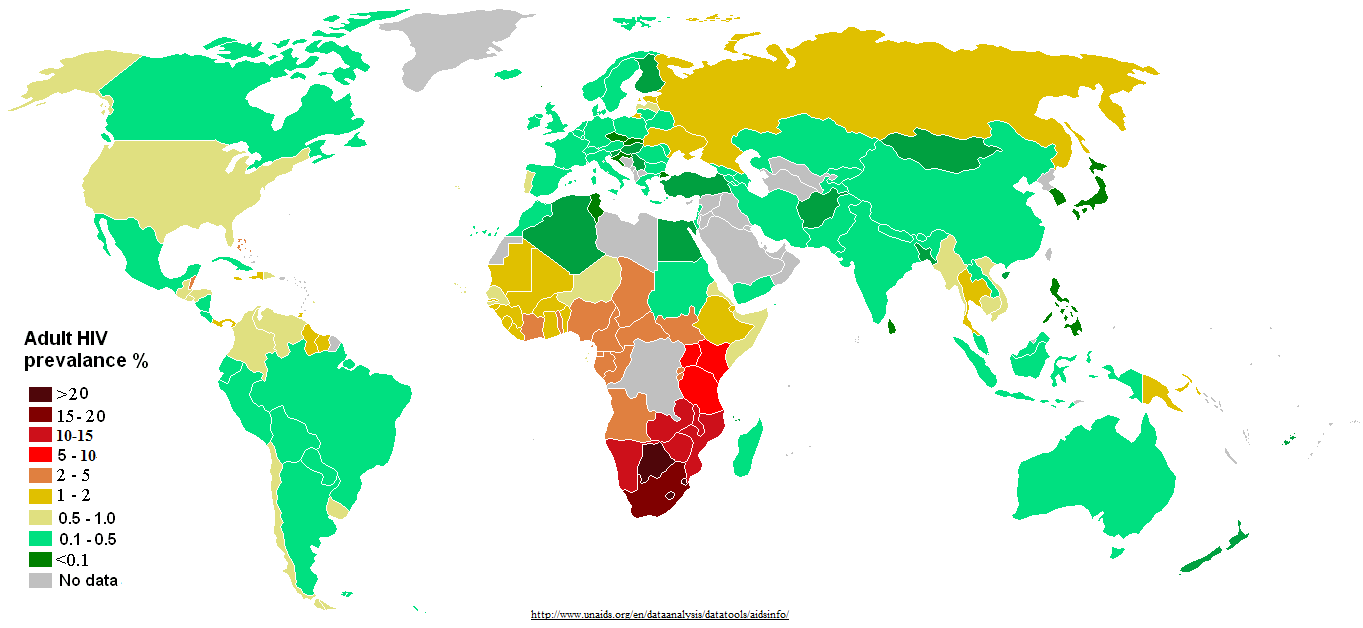
2007年度のマラウイの15歳-49歳におけるHIV感染率は11.9%である。

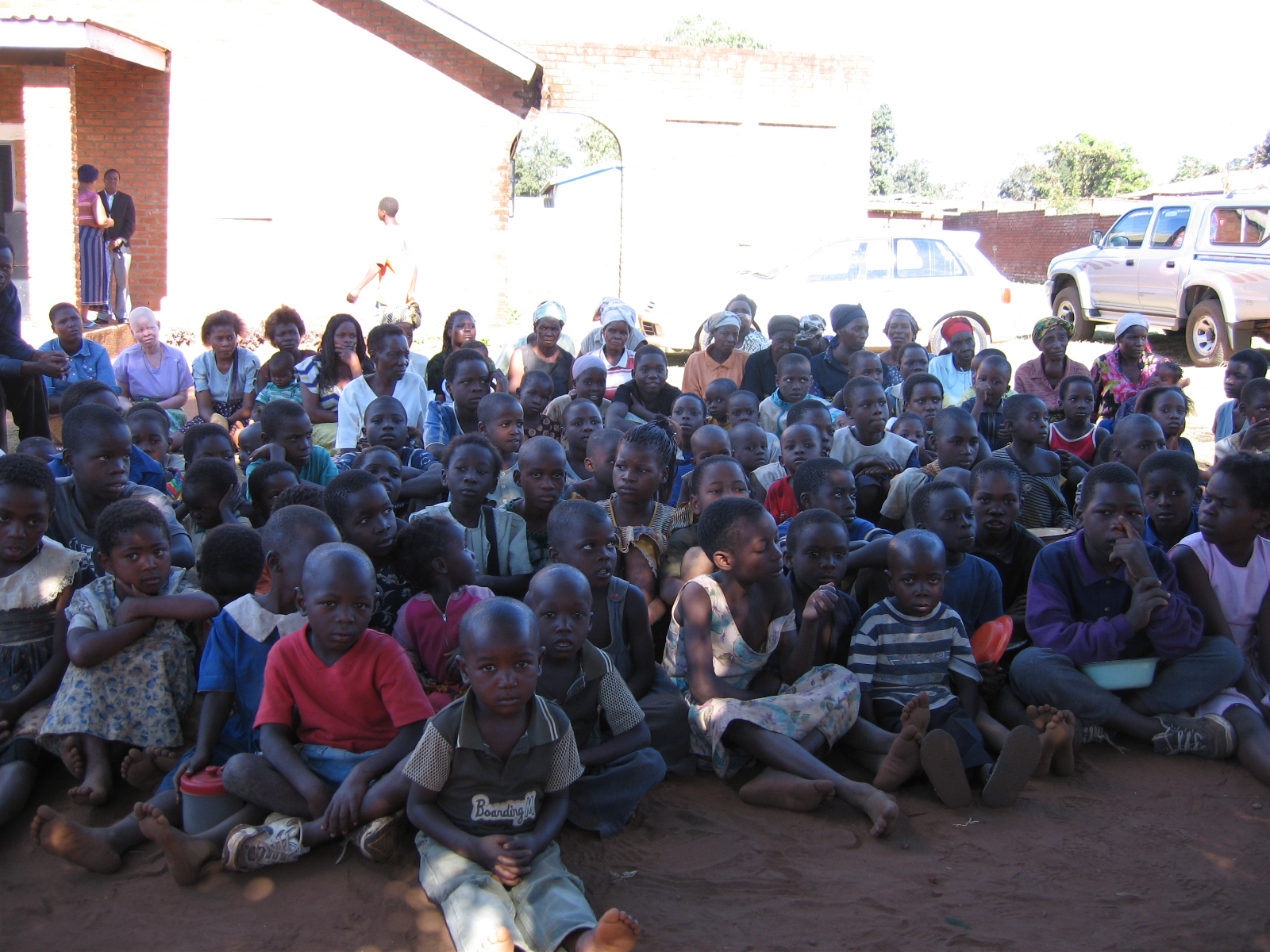
リロングウェ県のエイズ孤児

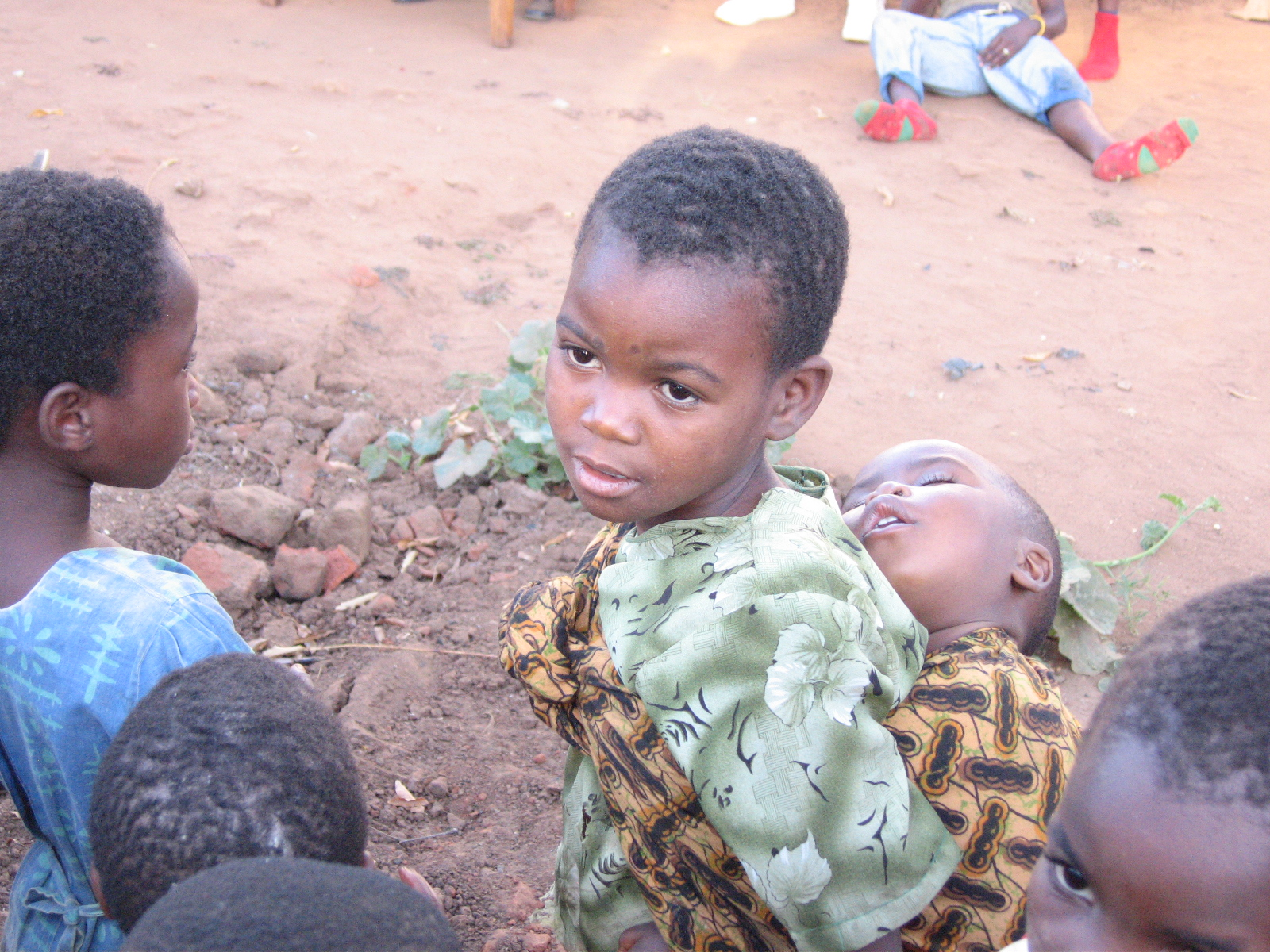
マラウイでは、1400万の全人口のうち200万人近くが孤児となっている。

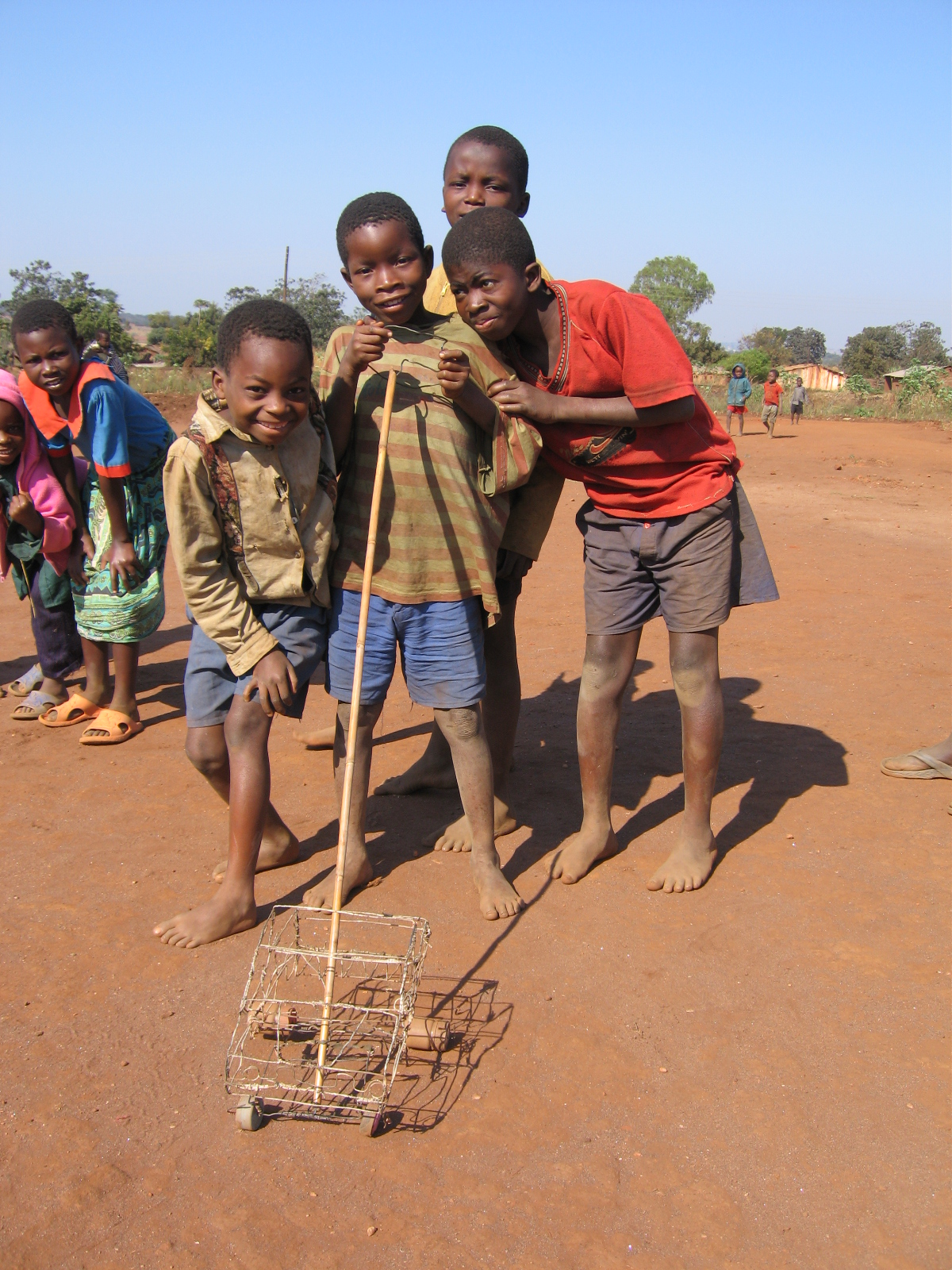
リロングウェ県内で最も貧しい地域のひとつ、ムゴナ（Mgona）では、3万8000人の人口のうち2万人がエイズ孤児となっている。

本稿では、マラウイにおけるHIV/AIDSについて述べる。

## 概要

### 流行の状況
2005年度の調査において、マラウイに暮らす15歳から49歳までの成人のうちの約14.1%がHIVに感染していることが明らかとなっており、マラウイは世界で最もHIV/AIDSが流行している地域の1つとされている。このような状況に加えて、現在もさらにHIV/AIDSの蔓延が進行しつつあることから、食糧安全保障や人的資源能力、国防などと共にマラウイ社会における大きな問題の1つとなっている。マラウイでは、特に若い女性がHIV/AIDS流行の影響を受けており、2005年時点では15歳以上の女性のうちの約50万人がHIVに感染していたことが知られている。HIVの主な感染ルートは、異性間の無防備な性交渉である。また、母子間の垂直感染によるHIV患者数は、2005年時点で約8万3000人となっている。
HIV感染率を地域別に見ると、都市部では20.4%と特に高く、準都市部で17.0%、農村部で13.0%となっている。しかし、感染率は都市部で増加ペースに減少が見られる一方で、農村部では増加ペースに減少が見られず患者数は増え続けている。国内の南部地域は人口密集率が最も高く、妊娠中の女性のうち実に21.7%がHIVに感染している。なお、他の地域における妊婦の感染率は北部地域で14.0%、中部地域で14.3%となっている。

### 医療的な問題
現在、HIV/AIDSの蔓延は大きな社会問題となっているものの、マラウイ国内でのHIV/AIDSの治療には未だ多くの問題が存在している。その1つには、（特に田舎に暮らす）人々の膨大なニーズに対応できるような医療保険制度の構築がある。その他の重要な問題には、医療専門家やその補助者が深刻に不足している点や、地方在住者や貧困層が医療サービスにアクセスするのが困難な点、医薬品などの供給プロセスが非効率的である点、社会基盤となるインフラの整備が不十分である点、治療施設が不足している点などがあげられ、これらの諸条件が障害となり、HIV/AIDSの治療やケアに問題を生じている。現在マラウイではHIVの蔓延が進行し続けた結果、年間27000人以上が結核を発症するという、これまでに例のない結核患者数の増加が見られた。また、AIDS発症による免疫力の低下はマラリアの蔓延にも影響を与え、女性と子供を中心として年間400万人以上に被害を与えている。

## 関連資料
- U.S. Government interagency website 2008 Country Profile: Malawi
- U.S. Government interagency website FY2008 Country Profile: Malawi